# Franklin Institute

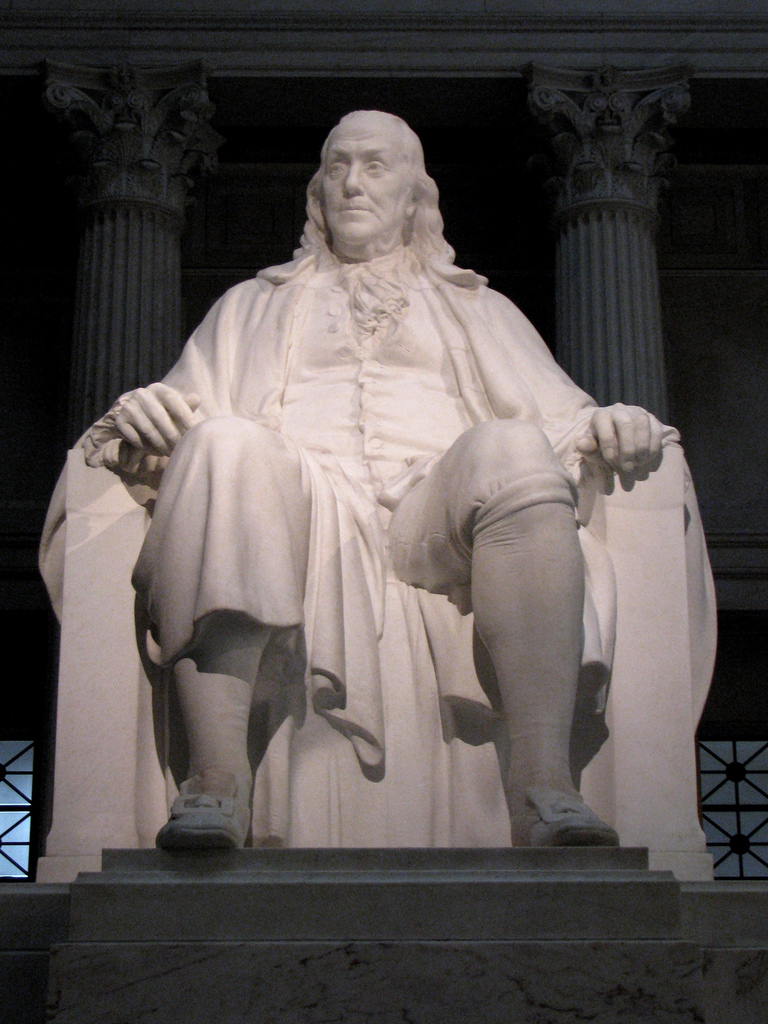
Standbeeld door James Earle Fraser van Benjamin Franklin

Het Franklin Institute is een wetenschapsmuseum en een centrum voor wetenschapseducatie en onderzoek in Philadelphia, Pennsylvania. Het is vernoemd naar de Amerikaanse wetenschapper en staatsman Benjamin Franklin. In het gebouw bevindt zich ook een erezaal met monumentaal standbeeld van Franklin, het Benjamin Franklin National Memorial. Het Franklin Institute is Opgericht in 1824, daarmee is het een van de oudste centra voor wetenschapseducatie en -verspreiding in de Verenigde Staten.

## Franklin Awards
Al sinds de oprichting in 1824 heeft het Franklin Institute een traditie ingesteld van wetenschapsprijzen toe te kennen. Deze prijzen zijn de langste, ononderbroken reeks van toegekende wetenschappelijke erkenningen en technologieprijzen in de Verenigde Staten en een van de oudste wereldwijd. De eerste editie van het tijdschrift Journal of The Franklin Institute, uit januari 1826, biedt de eerste geschreven referentie naar deze prijzen. Doorheen de eeuwen zijn wel verschillende prijzen toegekend. Voor 1998 werden de volgende prijzen toegekend (tussen haakjes het jaar van de eerste laureaat): de Elliott Cresson Medal (1875), de Edward Longstreth Medal (1890), de Howard N. Potts Medal (1911), de Franklin Medal (1915), de George R. Henderson Medal (1924), de Louis E. Levy Medal (1924), de John Price Wetherill Medal (1926), de Frank P. Brown Medal (door FI: 1941), de Stuart Ballantine Medal (1947) en de Albert A. Michelson Medal (1968). Tot de winnaars behoren Henry Ford, Frank Lloyd Wright, Marie Curie en Thomas Edison.
In 1998 werd de reeks medailles herschikt tot de Benjamin Franklin Medals, waarvan er jaarlijks meerdere worden toegekend, voor verschillende wetenschapsdomeinen en ingenieurswetenschappen. Er zijn Benjamin Franklin Medals in "Chemistry", "Computer and Cognitive Science", "Earth and Environmental Science", "Electrical Engineering", "Life Science", "Mechanical Engineering" en "Physics". Er waren in een recenter verleden ook medailles in "Earth Science", "Engineering" en "Materials Science".
Bijkomend worden sinds 1990 jaarlijks de Bower Award and Prize for Achievement in Science (kort de Bower Science Award) en de Bower Award for Business Leadership toegekend. Deze worden gefinancierd door een legaat van $7,5 miljoen uit 1988 van Henry Bower, een industrieel in de chemie uit Philadelphia. De Bower Science Award wordt hierdoor vergezeld van geldprijzen van $ 250.000, een van de grotere sommen voor een wetenschapsprijs in de Verenigde Staten. Het is het Committee on Science and the Arts van het Franklin Institute die de prijswinnaar selecteert.